# Pepijn Reulen
Pepijn Reulen (Dussen, 1 juni 2008) is een Nederlands voetballer die doorgaans speelt als Aanvaller. In augustus 2025 debuteerde hij voor NAC Breda.

## Clubcarrière
Reulen speelde voor Dussense Boys en VV Almkerk voor hij in 2017 opgenomen werd in de opleiding van NAC Breda. Deze doorliep hij en in juni 2025 tekende hij zijn eerste professionele contract. Voorafgaand aan het seizoen 2025/26 mocht Reulen aansluiten bij het eerste elftal. Tijdens de voorbereiding was hij in meerdere wedstrijden trefzeker en trainer Carl Hoefkens was complimenteus over de aanvaller. Reulen maakte zijn officiële debuut tijdens de eerste speelronde van de Eredivisie. Op bezoek bij Feyenoord werd door doelpunten van Sem Steijn en Ayase Ueda werd 2–0 verloren. Reulen mocht van Hoefkens twintig minuten voor tijd invallen voor Cherrion Valerius.

## Clubstatistieken
| Seizoen | Club      | Competitie | Competitie | Competitie | Beker | Beker | Internationaal | Internationaal | Totaal | Totaal |
| Seizoen | Club      | Competitie | Wed.       | Dlp.       | Wed.  | Dlp.  | Wed.           | Dlp.           | Wed.   | Dlp.   |
| ------- | --------- | ---------- | ---------- | ---------- | ----- | ----- | -------------- | -------------- | ------ | ------ |
| 2025/26 | NAC Breda | Eredivisie | 1          | 0          | 0     | 0     | —              | —              | 1      | 0      |
| Totaal  | Totaal    | Totaal     | 1          | 0          | 0     | 0     | 0              | 0              | 1      | 0      |

Bijgewerkt op 10 augustus 2025.